# Dacron

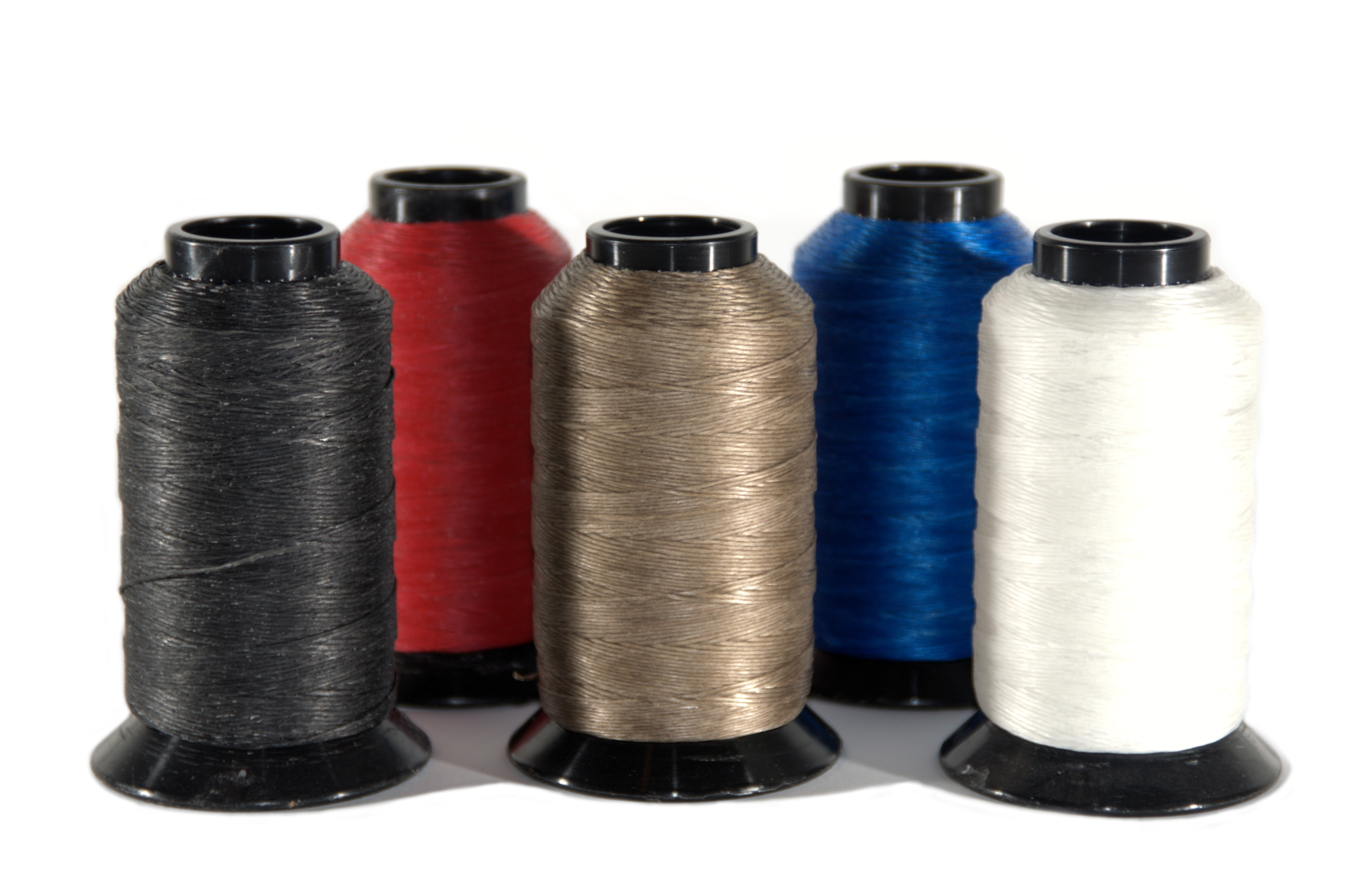
Rullar med tråd av Dacron.

Dacron, även terylen, är en polyesterfiber (Polyetylentereftalat eller PET). Dacron används exempelvis till segel och bågsträngar. Varumärket Dacron tillhör DuPont. 
Terylen är ursprungsnamnet på den första polyesterfibern och skapades på 1940-talet. Fibern är uppbyggd av polyesterplasten polyetentereftalat (PET) och används ofta som förstärkning i tyger. Terylentyger brukar vanligtvis bestå av en blandning av 45 % ull och 55 % terylen.Twerylk